# DuQuoin State Fairgrounds
DuQuoin State Fairgrounds ist der Name einer 1946 errichteten Motorsport-Rennstrecke in Du Quoin, Illinois, USA. Mit einer Länge von einer Meile ist die Strecke einer der größten Dirttracks in den USA.

## Veranstaltungen
Zwischen 1948 und 1983 fanden insgesamt 26 Champ-Car-Rennen auf der Strecke statt. Seit 1983 ist die Strecke regelmäßiger Austragungsort eines Laufs der ARCA Menards Series.